# Can’t Feel Anything
Can't Feel Anything – singel ormiańskiej piosenkarki Malény wydany 10 grudnia 2022 roku.
Piosenka została zaprezentowana podczas 20. Konkursu Piosenki Eurowizji Junior.

## Lista utworów
| Digital download / media strumieniowe | Digital download / media strumieniowe | Digital download / media strumieniowe |
| Nr                                    | Tytuł utworu                          | Długość                               |
| ------------------------------------- | ------------------------------------- | ------------------------------------- |
| 1.                                    | „Can’t Feel Anything”                 | 2:40                                  |

## Pozycje na listach
| Notowanie (2022)                    | Najwyższa pozycja |
| ----------------------------------- | ----------------- |
| Armenia (Apple Music)               | 3                 |
| Armenia (Apple Music: Pop Top 200)  | 2                 |
| Armenia (Shazam)                    | 128               |
| Hiszpania (iTunes: Pop Top 200)     | 85                |
| Islandia (Apple Music: Pop Top 200) | 186               |
| Izrael (iTunes)                     | 21                |
| Izrael (iTunes: Pop Top 200)        | 9                 |
| Norwegia (iTunes)                   | 33                |
| Norwegia (iTunes: Pop Top 200)      | 16                |